# Филофей (Зервакос)
Архимандрит Филофей (греч. Αρχιμανδρίτης Φιλόθεος, в миру Констанди́нос Зерва́кос греч. Κωνσταντίνος Ζερβάκος; май 1884 или 1884, Пакия — 8 мая 1980, Парос, Южные Эгейские острова) — священнослужитель Элладской православной церкви, архимандрит, настоятель Лонговардского монастыря (1930—1980), известный духовник, старец, духовный сын Нектария Эгинского.

## Биография
Родился в мае 1884 года в небольшой деревне Пакия на Пелопоннесе в семье Панайотиса и Катерины, которые дали ему в крещении имя Константин. Окончил общеобразовательную школу и в 1903 году — педагогическое училище, став преподавателем. В тот период он имел желание поехать в Америку, чтобы преподавать в школе при одном из греческих приходов, однако, перечитав жития святой великомученицы Варвары, Иоанна Дамаскина, Антония Великого и другие, Константин пожелал посвятить свою жизнь церковному служению в монашеском чине. Со временем первоначальное желание ослабело и юноша стал учителем в соседней деревне Поиникион. Кроме работы в школе, он много времени проводил, играя на скрипке, мандолине и гитаре. По просьбе жителей юноша, обладавший прекрасным голосом, на рыночной площади декламировал стихи, и те даже дали ему прозвище «соловей».
В 1905 году Константин приехал в Афины, где был призван на военную службу. В течение двух с половиной лет воинской повинности он имел возможность продолжать своё образование по вечерам, а также слушать проповеди архимандрита Евсевия (Матопулоса), который также переехал в Афины из Патр. В столице молодой человек познакомился с Александросом Пападиамандисом, Александросом Мораитидисом, святым Николаем Планасом и святителем Нектарием Пентапольским. Последний посоветовал Константину поступить в Лонговардский монастырь в Паросе, но молодой человек отправился на контролируемую турками территорию Македонии, и в частности на Святую гору Афон. В Салониках он был арестован турецкими властями, обвининён в шпионаже и приговорён к смертной казни, однако, османский наместник Салоникского вилайета Мехмед Шериф Рауф-паша не утвердил приговор и приказал выслать молодого человека на пароходе «Микали» снова в Афины.
В начале 1907 года поступил в братию Лонговардского монастыря в Паросе и через семь месяцев, 29 декабря 1907 года был пострижен в малую схиму с именем Филофей и на следующий день рукоположен в сан иеродиакона. По благословению духовника, в 1910 году совершил поездку на гору Афон, где завёл несколько душеполезных знакомств, но был разочарован общим духовным состоянием афонцев. Возвращаясь через Фессалоники, иеродиакон Филофей снова был арестован турками по подозрению в шпионаже.
22 апреля 1912 года в Лонговардском монастыре был рукоположен в сан иеромонаха, а в октябре 1913 года возведён в достоинство архимандрита, с поручением принимать исповедь и произносить проповеди на Эгинских островах, а позже и в Афинах, на Пелопоннесе и в других частях Греции. В марте 1924 года он совершил большую поездку, исповедуя людей и проповедуя в южной Греции, на Крите, в Палестине, Аравии, Египте и на горе Синай.
После введения в 1924 году Синодом Элладской православной церкви новоюлианского календаря, оставался одним из самых откровенных противников нововведения, не разрывая между тем связи со своим епископом. «Сорок лет я просил и продолжаю просить Бога утишить эту ужасную бурю, это бурное море в церковной среде, принести мир, и однажды ночью невидимый голос сказал: „Своевольным посланы Богом искривленные стези“. Я надеюсь, и молюсь, и умоляю Небесного Отца просветить церковных лидеров перестать нападать друг на друга, но примириться и вернуть Церкви православный календарь, данный нам отцами».
В 1930 году, после кончины настоятеля Лонговардского монастыря, был избран братией новым игуменом обители. Во время итальянской и немецкой оккупации (1941—1944) он усиленно трудился, помогая бедным и голодающим Пароса (от 150 до 200 жителей острова ежедневно получали пищу в монастыре).
Он издал девять книг, хотя им написано огромное количество статей, брошюр и около десяти тысяч писем духовного содержания к духовным детям по всему миру.
За некоторое время до кончины его посетил архимандрит Дионисий (Каламбокас), насельник монастыря Симонопетра, он принял исповедь отца Филофея. На следующий день старец причастился святых Христовых таин. Скончался 8 мая 1980 года.